# Lucilia fumicosta
Lucilia fumicosta är en tvåvingeart som beskrevs av Malloch 1926. Lucilia fumicosta ingår i släktet Lucilia och familjen spyflugor. Inga underarter finns listade i Catalogue of Life.